# Jerzy XII
Jerzy XII (ur. 10 października 1746, zm. 28 grudnia 1800) – ostatni król Kartlii i Kachetii przed wcieleniem jej terytorium do Imperium Rosyjskiego. 

## Życiorys
Był synem króla Kartlii i Kachetii (Gruzji wschodniej) Herakliusza II i jego drugiej żony Anny. Na dworze swojego ojca odebrał staranne wychowanie przygotowujące go do przyszłego objęcia rządów w państwie. Tron objął na początku r. 1798 po śmierci Herakliusza II. Na mocy postanowień traktatu gieorgijewskiego z 1783 jego wstąpienie na tron zostało potwierdzone przez cara Rosji Pawła I. Uzyskując inwestyturę dla siebie, Jerzy XII sprawił także, że Rosja uznała za następcę tronu gruzińskiego jego syna Dawida, z pominięciem swoich młodszych braci, którzy zgodnie z gruzińską tradycją powinni dziedziczyć po nim. Fakt ten wywołał poważne spory w rządzącej Kartlią i Kachetią rodzinie Bagratydów.
Mimo odebranego wykształcenia Jerzy XII okazał się królem chwiejnym, niezdecydowanym i niezdolnym do skutecznego rządzenia. Dążąc do uniezależnienia się Kartlii i Kachetii od Rosji, wbrew postanowieniom traktatu gieorgijewskiego samodzielnie wysłał swoich posłów Arslana Orbeliani i Giorgi Ciciszwili odpowiednio do stolic Turcji i Persji. Od obydwu wymienionych krajów otrzymał następnie propozycje przejścia pod jego protektorat, co miało łączyć się z zerwaniem podległości od Rosji, a nawet z uzyskaniem określonych terytorialnych nabytków. Działania Jerzego XII wywołały niepokój w Petersburgu. Ministrowie cara Pawła I, który sam nie interesował się Kaukazem, przekonali go, by wprowadził do Gruzji wojska. W takiej sytuacji Jerzy XII został zmuszony do rozmów z Rosją w sprawie szczegółowego uregulowania kwestii rosyjskiego protektoratu nad Kartlią i Kachetią. W przesłanym do Petersburga projekcie rozwiązania tego problemu postulował następujące rozwiązania:
- uznanie Kartlii i Kachetii za część Imperium Rosyjskiego na prawach autonomicznego królestwa rządzonego przez Bagratydów-potomków jego samego,
- zachowanie odrębnego rządu gruzińskiego,
- wprowadzenie do obiegu monet z godłem zarówno Rosji, jak i Gruzji,
- zachowanie autokefalii Gruzińskiego Kościoła Prawosławnego,
- obecność wojska rosyjskiego na terenie Gruzji przy równoczesnym zachowaniu sił zbrojnych Gruzji, powierzenie wszystkich stanowisk oficerskich Gruzinom,
- modernizacja górnictwa i administracji gruzińskiej pod kierunkiem specjalistów przybyłych z Rosji[2].

Rozwiązania proponowane przez Jerzego XII nie stały się jednak, jak oczekiwał, przedmiotem rozmów gruzińsko-rosyjskich, gdyż w kręgach rządowych Rosji zdecydowano o całkowitej inkorporacji Kartlii i Kachetii. Doszło do tego już po śmierci Jerzego XII, gdy głównodowodzący wojsk carskich w Gruzji gen. Iwan Łazariew nie dopuścił do objęcia tronu przez jego syna Dawida.

## Rodzina
Był dwukrotnie żonaty, najpierw z Ketewan Andronikaszwili, a po jej śmierci przy porodzie w 1782 - z Marią Ciciszwili.